# Paul Comtois
Paul Comtois, PC (* 22. August 1895 in Pierreville, Québec; † 21. Februar 1966 in Sillery) war ein kanadischer Agronom und Politiker. Von 1957 bis 1961 war er progressiv-konservativer Abgeordneter des kanadischen Unterhauses und Bergbauminister, danach bis zu seinem Tod Vizegouverneur der Provinz Québec.

## Biografie
Comtois studierte an der Université de Montréal und schloss 1918 als Agronom ab. Er übte seinen Beruf auf dem Bauernhof seiner Familie in Pierreville aus. In den Jahren 1935/36 arbeitete er als oberster Schätzer der kanadischen Landwirtschaftskommission, danach bis 1957 als Geschäftsführer des Verbandes der genossenschaftlichen Banken der Provinz Québec. Auf Gemeindeebene war er nebenamtlich als Küster, Präsident des Schulrates und Präsident der Volksbank tätig. Darüber hinaus war er von 1948 bis 1961 Bürgermeister von Pierreville und Mitbegründer der dortigen landwirtschaftlichen Genossenschaft.
Als Kandidat der Progressiv-konservativen Partei trat Comtois zur Unterhauswahl 1957 an und wurde im Wahlbezirk Nicolet-Yamaska gewählt; im darauf folgenden Jahr gelang ihm die Wiederwahl. Im Bundeskabinett von John Diefenbaker war er bis 1961 etwas mehr als vier Jahre Minister für Bergbau und technische Begutachtung.
Fünf Tage nach seinem Rücktritt, am 11. Oktober 1961, wurde Comtois von Generalgouverneur Georges Vanier als Vizegouverneur von Québec vereidigt. Dieses repräsentative Amt übte er rund viereinhalb Jahre lang aus. Am 21. Februar 1966 kam er ums Leben, als die offizielle Residenz Spencer Wood im Parc du Bois-de-Coulonge bei einem Brand zerstört wurde.